# Clint Hill (Secret Service)

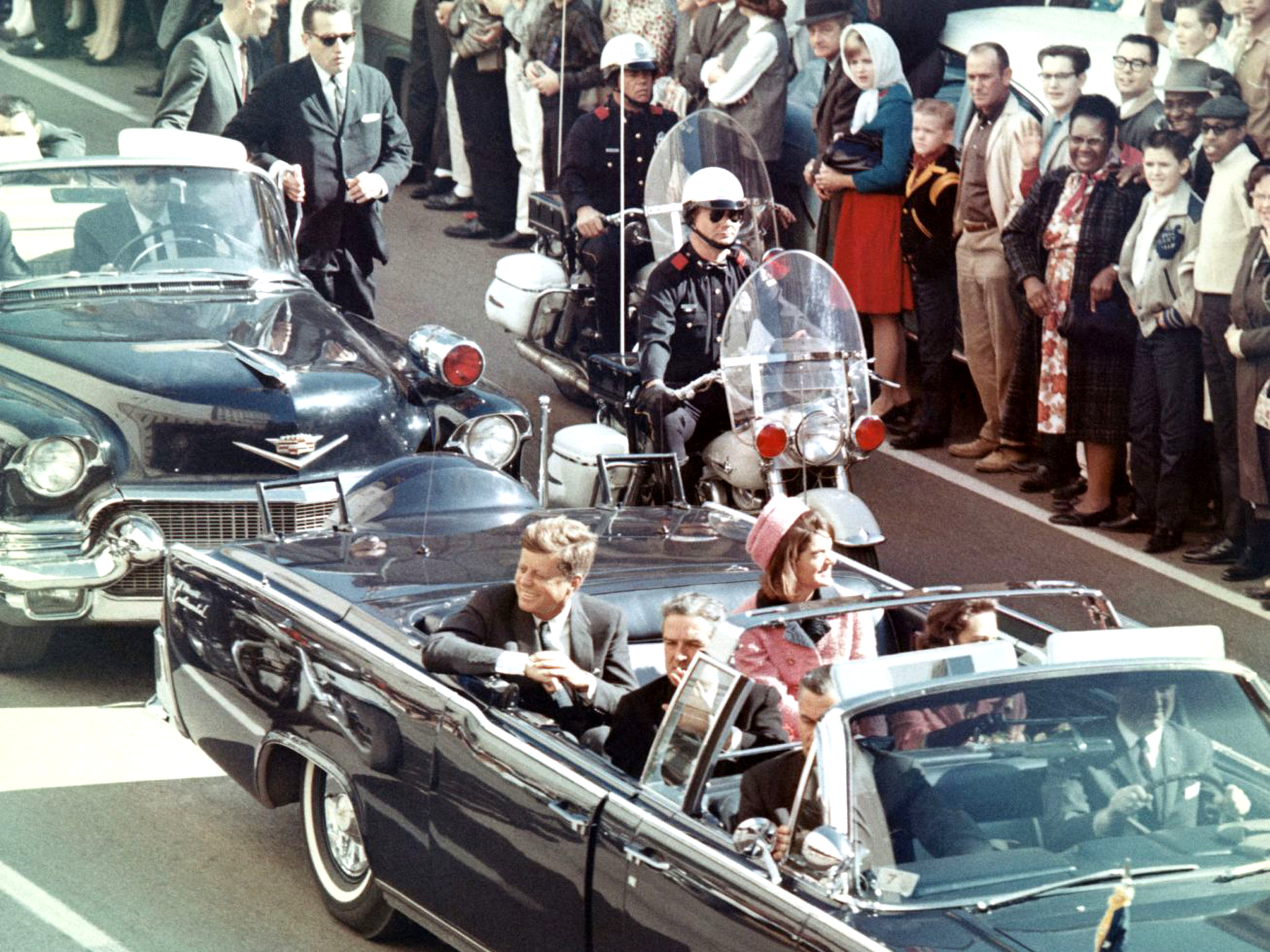
Clint Hill stående på följebilens främre vänstra fotsteg.

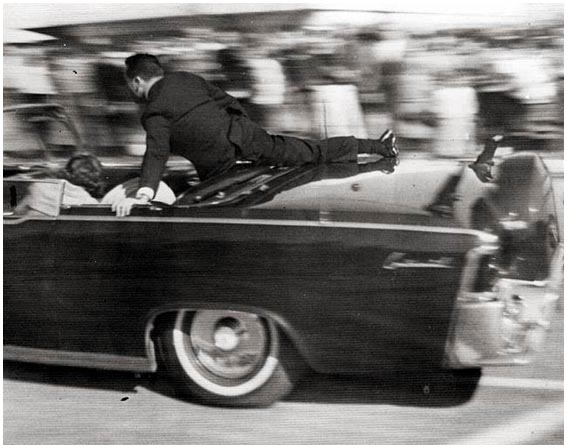
Clint Hill på limousinens baklucka.

Clinton J. "Clint" Hill, född 4 januari 1932 i Larimore i Grand Forks County, North Dakota, död 21 februari 2025 i Belvedere, Kalifornien,
var en amerikansk Secret Service-agent. Han blev känd när han hoppade upp på president John F. Kennedys limousin efter att skotten hade fallit i Dallas den 22 november 1963. 

## Mordet
President John F. Kennedy mördades i Dallas den 22 november 1963. Presidenten och hans hustru Jacqueline färdades i en limousin genom Dallas. Framför dem satt guvernören i Texas, John Connally och hustrun Nellie. Chaufför var Secret Service-mannen William Greer och bredvid honom satt presidentens livvakt Roy Kellerman.
Hill stod på det främre vänstra fotsteget på den Secret Service-bil som åkte omedelbart efter presidentens bil. När skotten föll, började Hill springa och hoppade upp på presidentens bil. Ögonblicken efter skotten klättrade Jacqueline Kennedy upp på bilens bagageutrymme, men Hill föste henne tillbaka i baksätet och skyddade henne och den dödligt sårade presidenten med sin kropp. Hill bankade på bagageluckan med ena näven och vände sig om mot följebilen. Han skakade på huvudet och vände tummen ned.
2012 publicerade Clint Hill boken Mrs. Kennedy and Me.